# Ся (фамилия)
Ся (кит. 夏) китайская фамилия (клан), значение иероглифа «лето».
- Ся (династия) (кит. упр. 夏朝, пиньинь Xià cháo) — полумифическая императорская династия, правившая в древнем Китае около 2205 до н. э. — 1765 до н. э.

## Известные Ся 夏
- Ся Баолун (р. 1952) — китайский политик, в 2012-2017 гг. глава парткома КПК пров. Чжэцзян.
- Ся Гуй (кит. 夏圭, ок.1195-1224) — китайский художник династии Сун. Родился в провинции Чжэцзян. Состоял в академии живописи в Ханчжоу при императоре Нин-цзуне
- Ся Най — китайский археолог.
- Ся Янь (1900—1995) — китайский драматург, сценарист и общественный деятель.

## Другое
- Сяхэ 夏河 — уезд в Ганьнань-Тибетском автономном округе.